# Protoribates
Protoribates är ett släkte av kvalster. Protoribates ingår i familjen Protoribatidae.

## Dottertaxa tillProtoribates, i alfabetisk ordning[1]
- Protoribates acutus
- Protoribates albidus
- Protoribates angulatus
- Protoribates antillensis
- Protoribates bayanicus
- Protoribates bipilis
- Protoribates bisculpturatus
- Protoribates boraboraensis
- Protoribates brevisetosus
- Protoribates capucinus
- Protoribates clavatus
- Protoribates concretus
- Protoribates crassisetiger
- Protoribates dentatus
- Protoribates diani
- Protoribates duoseta
- Protoribates durbanensis
- Protoribates fallax
- Protoribates geonjiensis
- Protoribates gracilis
- Protoribates hakonensis
- Protoribates halleri
- Protoribates imperfectus
- Protoribates iracemae
- Protoribates longilamellatus
- Protoribates longiuscula
- Protoribates lophothrichus
- Protoribates luteus
- Protoribates madagascarensis
- Protoribates magnus
- Protoribates maigsius
- Protoribates maximus
- Protoribates mollicoma
- Protoribates myrmecophilus
- Protoribates nagaroensis
- Protoribates natalensis
- Protoribates oblongus
- Protoribates obtusus
- Protoribates osunensis
- Protoribates paracapucinus
- Protoribates parvulus
- Protoribates pembertoni
- Protoribates praeoccupatus
- Protoribates punctatus
- Protoribates rhomboides
- Protoribates rioensis
- Protoribates robustior
- Protoribates rodriguezi
- Protoribates rotundus
- Protoribates sangumburiensis
- Protoribates seminudus
- Protoribates shirakamiensis
- Protoribates souchnaiensis
- Protoribates spinosus
- Protoribates tenuis
- Protoribates tohokuensis
- Protoribates triangularis
- Protoribates urbanlus
- Protoribates varisetiger
- Protoribates vastus
- Protoribates yezoensis